# Hans Grugger
Johann « Hans » Grugger, né le 13 décembre 1981 à Bad Hofgastein, est un skieur alpin autrichien spécialiste des épreuves de vitesse. Il a fini à la 22e place de la descente des Jeux olympiques à Whistler en 2010. Le 20 janvier 2011, il est victime d'une très grave chute lors d'une descente d'entraînement sur la piste de Kitzbühel.

## Palmarès

### Coupe du monde
- Meilleur classement général : 10e en 2005.
- 4 succès en course (2 en descente et 2 en super G), 9 podiums au total.

#### Victoires
- Coupe du monde 2005 :
  - Descente : 2 victoires (Bormio (Italie), Chamonix (France)).
- Coupe du monde 2006 :
  - Super-G : 1 victoire (Val Gardena (Italie)).
- Coupe du monde 2007 :
  - Super-G: 1 victoire (Kvitfjell (Norvège)).